# Norman Krim
Norman B. Krim, né le 3 juin 1913 à New York et mort le 14 décembre 2011 , est un ingénieur américain, pionnier de la technologie des transistors.

## Biographie
Son père est vendeur de donuts à New York (où il nait en 1913). Voulant monter une chaine de restaurants, il est ruiné par la Grande Dépression.
À douze ans, Norman Krim aurait fabriqué une radio ou une maquette de télévision à partir du moteur du réfrigérateur de sa mère, après en avoir vu une à Atlantic City, durant un voyage familial. Il termine sa scolarité à seize ans.
Il commence sa carrière en 1933, comme stagiaire du MIT chez Raytheon, en travaillant avec Vannevar Bush, un des fondateurs de l'entreprise. Étant diplômé en électrotechnique par l'université Yale l'année suivante, il est embauché par l'entreprise en 1935 comme ingénieur en tubes électroniques.
Il travaille ainsi dans l'électronique chez Raytheon dès son essor dans les années 1930 et 1940, concevant des composants (en particulier un tube miniature) pour l'armement durant la Seconde Guerre mondiale. Il se marie en 1942 et a trois fils.
En 1947, il est invité à une démonstration des transistors aux Laboratoires Bell et, dès son retour, rédige un rapport prédisant l'obsolescence des tubes. Au début des années 1950, Norman Krim, désormais vice-président de l'entreprise, responsable de cinq divisions, dont celle pour les tubes et les semi-conducteurs, en favorise la diffusion, via des magazines spécialisés et en industrialisant son processus de fabrication.
Il dirige ainsi la conception et la fabrication du CK703 (1948, premier transistor commercialisé), du CK718 (1952, premier transistor fabriqué de manière industrielle), du CK722 (en) (1953, premier transistor accessible au grand public et destiné aux électroniciens amateurs, pièces rejetées de la ligne du CK721 professionnel). Il écrit également en 1955 un livre à destination des amateurs, Transistor Applications, More than 50 Practical Circuits using Raytheon CK722 Transistors. Dans la première moitié des années 1950, Raytheon fabrique la moitié des transistors vendus dans le monde (transistors à germanium).
Il affirme que, vers 1954, il développe avec son équipe la première radio à transistors. Cependant Raytheon est devancé de quelques mois par l'alliance Texas Instruments-Regency Electronics pour la commercialisation.
En 1961, il quitte Raytheon pour diriger RadioShack, alors composé de deux boutiques à Boston. Il triple la taille de l'entreprise et fait d'elle un vendeur sur l'ensemble du pays, avant de la vendre à Tandy Corporation en 1963. Il retourne chez Raytheon cette même année, y restant consultant. Dans les années 1980, il dirige la société de Joseph Pollack, prenant sa retraite en 1984.
Il reste senior member de l'IEEE. En 1990, Raytheon le nomme historien et archiviste. Il occupe ce poste jusqu'à août 2011, quelques mois avant sa mort.

## Sources
1. ↑  Norman Krim, Who Championed the Transistor, Dies at 98, The New York Times
2. 1 2 3 4 5 6 7  Kathleen McKenna, « Norman Krim; Raytheon engineer, archivist helped develop hearing aids, popularize pocket radios; 98 », Boston Globe, 18 décembre 2011
3. 1 2 3 4  Chloe Gotsis, « Newton resident Norman Krim was longtime inventor », Wicked Local Newton, 20 décembre 2011
4. 1 2 3 4 5  Transistor Museum Historic Profile
5. 1 2  In Memoriam: Norman Krim, IEEE Spectrum
6. ↑  From Transistor to Spacistor, Semiconductor Research and Development at Raytheon
7. 1 2 3 4  Norman B. Krim, an oral history conducted in 1984 by Michael Wolff (interview), IEEE History Center, New Brunswick, NJ, USA
8. ↑  Lou Garner, « Solid State: Down Nostalgia Lane », Popular Electronics, New York, Ziff-Davis, vol. 16, no 4,‎ octobre 1979, p. 86, 87, 92 (lire en ligne)
9. ↑  Histoire sur le site de RadioShack